# Jens Villemoes
Jens Villemoes, né le 28 septembre 1880 à Ulfborg (Danemark) et mort le 25 juillet 1956 à Hellerup (Danemark), est un homme politique danois membre du parti Venstre, ancien ministre et ancien membre du Landsting.

## Décoration
- Chevalier de l'ordre de Dannebrog